# Blestyashchie
Blestyashchie o Blestyaschie (Блестящие en ruso) es una banda musical femenina de música pop formada en 1995 siendo el primer grupo fémino de Rusia. En sus inicios el grupo estuvo compuesto por tres mujeres: Olga Orlova, Paulina Iodis y Varvara Koroleva.

## Historia

### 1996-99
Al trío inicial se unió Irina Lukyanova y Zhanna Friske como sustitutas de Koroleva, la cual abandonó la formación tras el álbum de debut de estas: Tam, tol'ko tam. De este modo se convirtieron en cuarteto. El grupo fue ganando popularidad gracias a sus ventas y giras nacionales.
En 1997 publicaron su primer trabajo de remixes: Tam, tol'ko tam (Remixes). Al año siguiente Iodis abandonaría el grupo siendo reemplazada por Xenia Novikova en agosto del mismo año. El cambio coincidió con Prosto Mechty.

### 2000-02

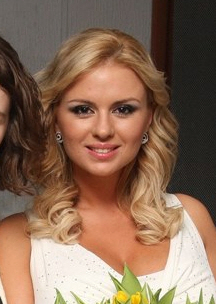
Anna Semenovich

En el año 2000 lanzaron O lyubvi, el cual contenía diez singles, incluido Ciao Bambina cuyo videoclip fue considerado el "más provocativo del año". Otra de las pistas destacadas fue Za osen'yu pridet zima con el que fueron nominadas a varios premios. Aquel mismo año publicaron su primer álbum recopilatorio: Belym snegom, alguno de los vídeos musicales entraron en el Top Ten ruso y en el Top 20 de MTV Rusia. En cuanto a Orlova, tuvo que retirarse a causa de su embarazo.
En junio de 2001 entró en la banda Yuliya Kovalchuk después de que el productor (entonces Andrei Shlykov) buscase un nuevo "talento musical". La nueva cantante residía entonces en Volgogrado. El 1 de agosto pasó a ser la nueva integrante del grupo. El 5 de septiembre de 2001 produjeron Pesna goda y Za chetyre morya, en este último se incluía A ya vse letala, el cual tuvo gran acogida por la crítica.
En 2003 Lukyanova abandonaría el grupo. Al igual que su antigua compañera, estuvo embarazada y tuvo que ser sustituida por Anna Semenovich, ex patinadora sobre hielo.

### 2003-06
En 2003 publicarían su quinto trabajo: Apel'sinoviy ray. Al igual que en ocasiones anteriores, Friske abandonó el grupo para iniciar su carrera en solitario.
El 1 de abril de 2004 fue sustituida por Nadia Ruchka. Cuando le preguntaron por "cómo se unió", declaró: "fue así de sencillo, un amigo me llamó y comentó que Blestyashchie querían hacerle una prueba. Hace poco se disolvió mi grupo y ellas buscaban un nuevo miembro. Al principio pensé que era una broma."
En 2005 produjeron Vostochniye skazki en el que colaboró el cantante sueco-iraní: Arash Labaf.

### 2007-presente
Al igual que Zhanna Friske, Semenovich y Novikova decidieron proseguir su carrera en solitario siendo reemplazadas por Anastasia Osipova y Natalia Friske, hermana de esta primera. El anuncio lo hizo la propia Zhanna durante un concierto y encuentro entre antiguos miembros de la banda. El 31 de diciembre de 2007 Kovalchuk dejaría el grupo, en esta ocasión tras expirar su contrato. El 5 de febrero de 2008 fue reemplazada por Anna Dubovitskaya.
En 2009 entraría Marina Berezhnaya y en 2011 regresaría Nobikova.

## Discografía

### Álbumes de estudio
- 1996: Tam, tol'ko tam
- 1998: Prosto mechty
- 2000: O lyubvi...
- 2002: Za chetyre morya
- 2003: Apel'sinoviy ray
- 2006: Vostochniye skazki

### Recopilatorios
- 1997: Tam, tol'ko tam (Remixes)
- 2000: Belym snegom
- 2008: Odnoklassniki